# Leon Battista Alberti
Leon Battista Alberti (14. února 1404 Janov – 25. dubna 1472 Řím) byl italský humanista, architekt, teoretik umění, spisovatel a matematik, ale také všestranný sportovec, jedna z velkých postav italské renesance, ztělesňující humanistický ideal všestranně rozvinutého člověka. Napsal také první důkladný popis města Říma, první italskou gramatiku a zabýval se šifrováním textů.

## Život
Narodil se jako nemanželský syn v rodině Lorenza Albertiho, bohatého kupce, vyhnaného z Florencie. Studoval humanistickou školu v Padově, církevní právo v Bologni a matematiku a fyziku opět v Padově. Roku 1428 získal doktorát církevního práva a protože papež zrušil vyhnanství Albertiů, mohl se vrátit do Florencie. Tam se seznámil s řadou umělců (Filippo Brunelleschi, Donatello, Lucca della Robbia, Masaccio). Kolem roku 1432 mu papež udělil legitimní původ a zároveň úřad, který Alberti zastával až do roku 1464. Úřední činnost mu nechávala dost času na jeho záliby, studia a cesty. Roku 1434 doprovázel papeže Evžena IV. do vyhnanství ve Florencii a roku 1438 byl členem papežské delegace na koncilu ve Ferraře. Roku 1447 se jeho kolega ze studií stal papežem jako Mikuláš V. a Alberti začal pracovat na stavbách a přestavbách města Říma. K tomu účelu vydal také Popis města Říma. Dále navrhl první renesanční průčelí kostelů v Rimini a ve Florencii, které se stejně jako paláce na dlouho staly vzorem pro další architekty období renesance i neorenesance. Roku 1459 pobýval s papežem Piem II. v Mantově, kde opět navrhoval kostely. V posledních letech života se věnoval psaní a napsal také knihu o šifrování.

## Stavby
- Bazilika svatého Petra v Římě (od 1447)
- přestavba gotického kostela sv. Františka v Rimini, podle objednavatele Sigismonda Malatesty nazývána Tempio Malatestiano; (od 1453)
- průčelí kostela Santa Maria Novella ve Florencii (1457–1458)
- palác Rucellai ve Florencii
- kostel San Sebastiano
- kostel San Sebastiano v Mantově (1459)
- kostel Sant' Andrea v Mantově (1459)

## Spisy
Ve svých spisech o umění se Alberti snažil poskytnout umělcům geometrické a vědecké základy pro jejich tvorbu a vytvořil také nový jazyk umělecké teorie. U těles i u lidských těl zdůrazňoval význam povrchu, plochy, jež tělo uzavírá a skrývá jeho vnitřek. Účelem uměleckého díla je podle něho dojem, který vyvolá v divákovi.
- „O soše“ (De statua, před 1435) popisuje kromě jiného různé geometrické pomůcky, které sochaři pomáhají zachytit správné poměry zobrazované postavy.
- „O malířství“ (De pictura, 1435–6) se nevěnuje malířským technikám, ale povrchu zobrazovaného těla či tělesa a také povaze lidského vidění. Popisuje techniku zvětšování pomocí mřížky a základy perspektivy,[6] kterou ovšem přesně popsal až Piero della Francesca roku 1470.
- „O stavitelství“ (De re aedificatoria, 1452) je první renesanční pojednání o architektuře, vedené vzorem římského spisovatele Vitruvia a jeho „Deseti knih o architektuře“. Alberti považuje architekturu za výraz společenského a politického uspořádání nějakého společenství a architektura pro samovládce je jiná než pro demokracii. Krásu Alberti definuje jako soulad všech částí, který je dokonalý tehdy, když se k dílu nedá nic přidat ani odebrat, aniž by to jeho působení poškodilo. Firmitas (pevnost), utilitas (užitečnost) a venustas (krása) měly být hlavními kritérii architektova uvažování.[7]

Dále Alberti napsal dvě komedie, vydal knihu básní, knihy o lásce, o rodině a domácím hospodářství, o chovu koní a psů a řadu dalších spisů.

### České překlady
- L. B. Alberti, Deset knih o stavitelství. Praha: SNKLHU 1956
- L. B. Alberti, O malbě. O soše. Praha: V. Žikeš 1947

## Galerie

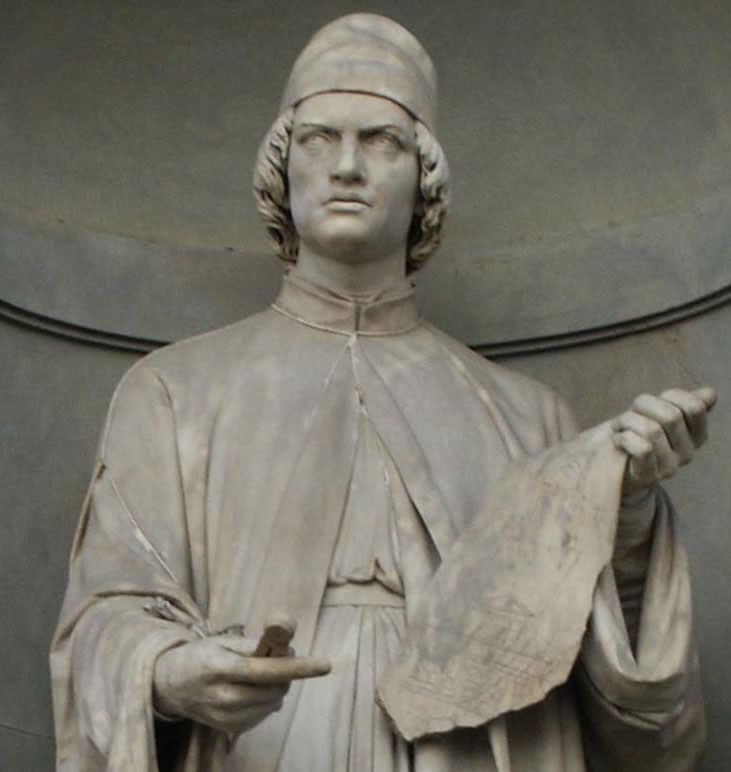
L. B. Alberti (Florencie, Uffizi)
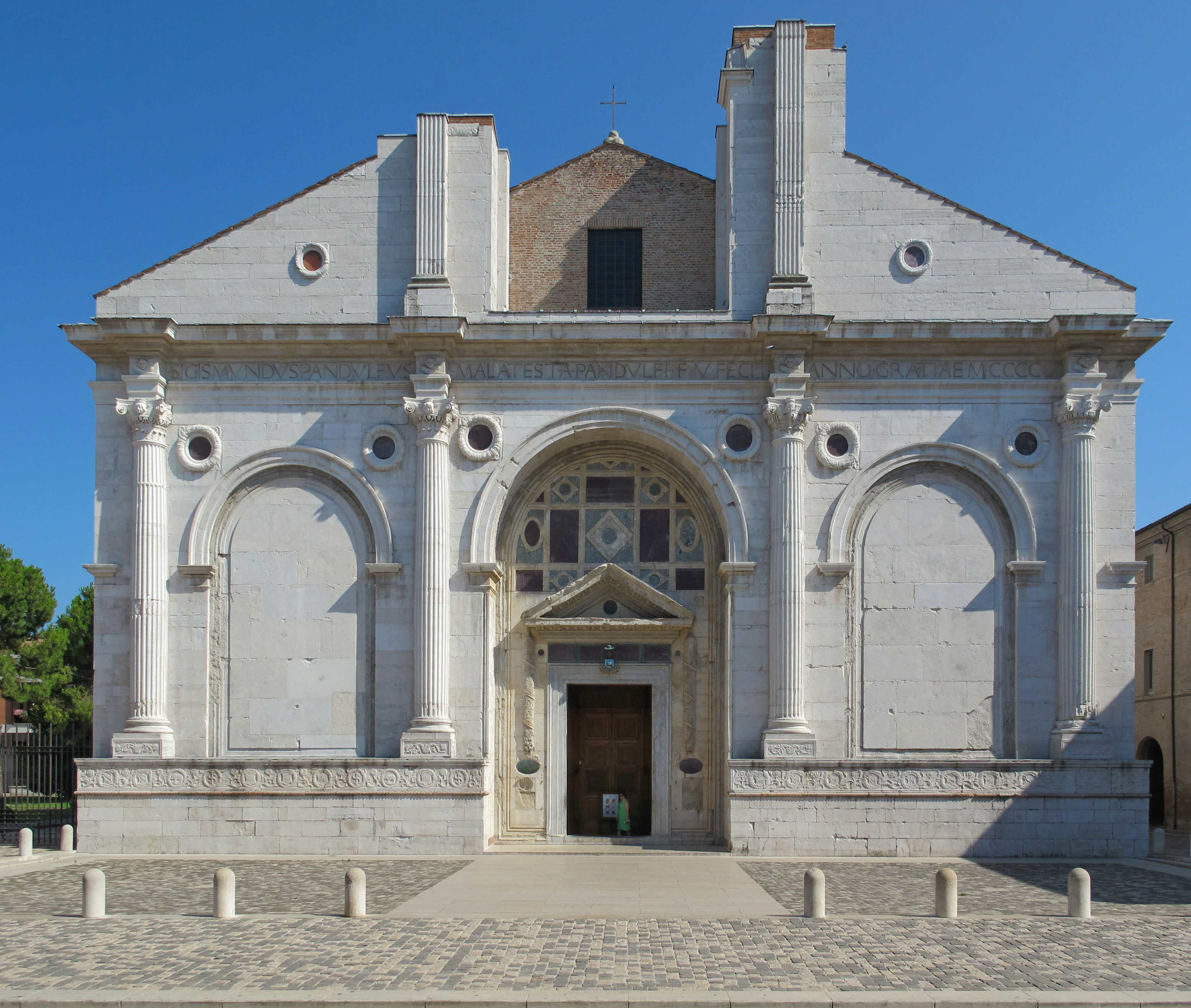
Tempio Malatestiano, Rimini
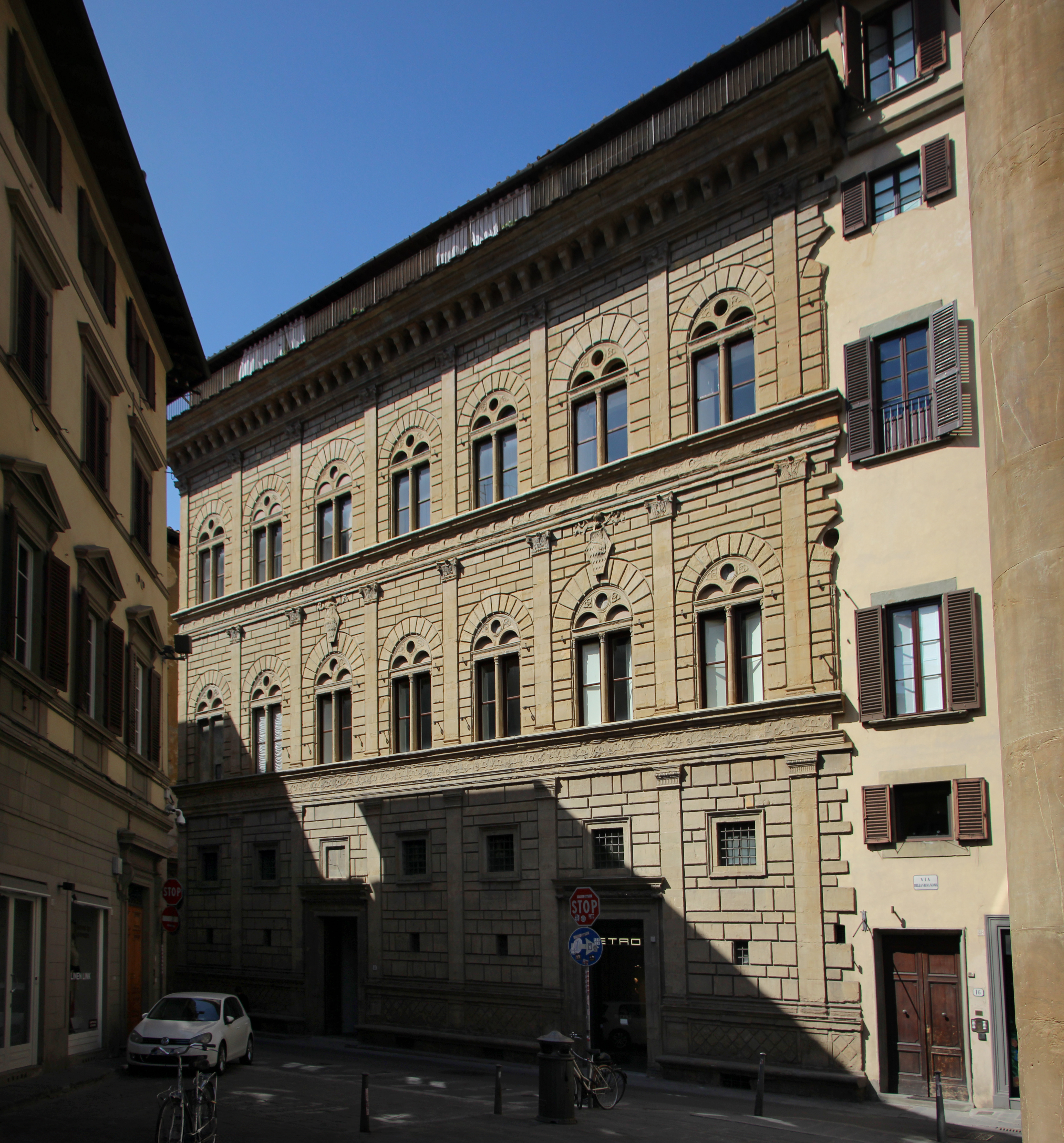
Florencie, Palazzo Rucellai (1458)
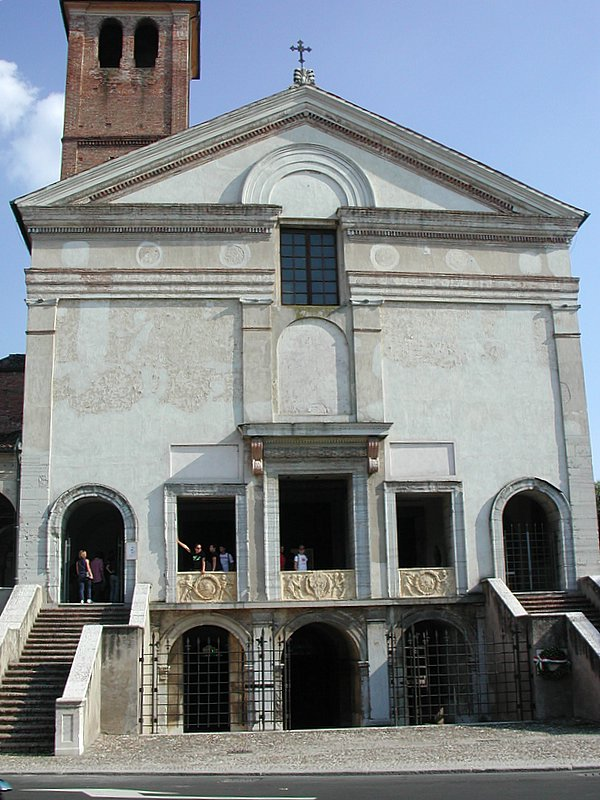
Mantova, S. Sebastiano (1459)
Opere volgari, vydání z r. 1843
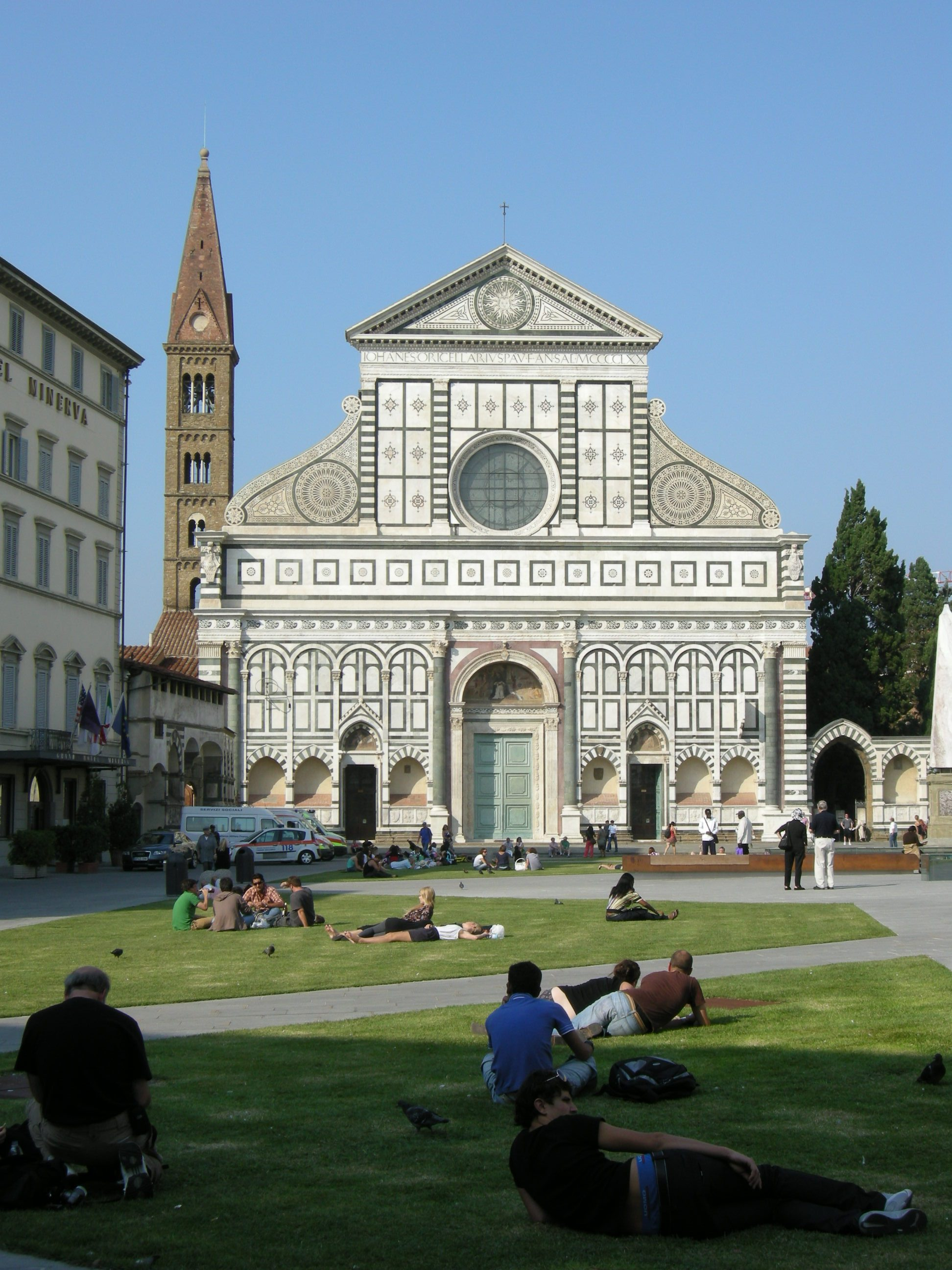
Santa Maria Novella